# 上库尔茨海姆
上库尔茨海姆是奥地利施蒂利亚州尤登堡县的一个市镇。总面积29.15平方公里，总人口764人，人口密度26.2人/平方公里（2005年）。